# Beaulieu-les-Fontaines
 Beaulieu-les-Fontaines  là một xã thuộc tỉnh Oise trong vùng Hauts-de-France phía bắc Pháp. Xã này nằm ở khu vực có độ cao trung bình 92mét trên mực nước biển.